# Kembaran Wetan
Kembaran Wetan is een bestuurslaag in het regentschap Purbalingga van de provincie Midden-Java, Indonesië. Kembaran Wetan telt 2544 inwoners (volkstelling 2010).